# Elecciones parlamentarias de Madagascar de 2019
Se realizaron elecciones parlamentarias en Madagascar el 27 de mayo de 2019 eligiéndose la totalidad de la Asamblea Nacional.

## Sistema electoral
Los 151 miembros de la Asamblea Nacional son elegidos por dos métodos; 87 son elegidos en circunscripciones de un solo miembro por mayoría, y los 64 restantes son elegidos de entre 32 circunscripciones binominales.

## Resultados
| Partido                            | Partido                                    | Votos      | %     | Escaños |
| ---------------------------------- | ------------------------------------------ | ---------- | ----- | ------- |
|                                    | Jóvenes Malgaches Decididos                | 1,398,135  | 30.90 | 84      |
|                                    | Amo Madagascar                             | 437,781    | 9.67  | 16      |
|                                    | MA.TI.TA                                   | 48,477     | 1.07  | 1       |
|                                    | Malagasy Tonga Saina                       | 18,582     | 0.41  | 1       |
|                                    | Grupo de Jóvenes Patriotas Malgaches       | 14,392     | 0.32  | 1       |
|                                    | Movimiento por la Democracia en Madagascar | 9,863      | 0.22  | 1       |
|                                    | RPSD Vaovao                                | 2,809      | 0.06  | 1       |
|                                    | Otros partidos                             | 332,598    | 7.35  | 0       |
|                                    | Independientes                             | 2,262,637  | 50.00 | 46      |
| Votos nulos/en blanco              | Votos nulos/en blanco                      | 152,570    | 3.64  | –       |
| Total                              | Total                                      | 4,186,699  | 100   | –       |
| Votantes registrados/participación | Votantes registrados/participación         | 10,302,194 | 40.64 | –       |
| Fuente: Resultados definitivos     |                                            |            |       |         |